# Amtsgericht Schmölln
Das Amtsgericht Schmölln war ein von 1879 bis 1952 bestehendes Amtsgericht der ordentlichen Gerichtsbarkeit mit Sitz in der thüringischen Stadt Schmölln.

## Geschichte

### Gerichtsamt Schmölln 1854–1879
Vorgänger des Amtsgerichtes Schmölln war das „Gerichtsamt Schmölln“, dass bei der Neuordnung der Unterbehörden im Herzogtum Sachsen-Altenburg im Jahr 1854 für die südöstlichen Teile des bisherigen Kreisamts Altenburg im Ostkreis als untere Verwaltungs- und Justizbehörde gebildet wurde. Im Jahre 1876 verlor es die Verwaltungsaufgaben an den neuen Verwaltungsbezirk Schmölln. Als Justizbehörde wurde das Gerichtsamt Schmölln bis zur Einführung des Reichsgerichtsverfassungsgesetzes 1879 fortgeführt.

### Amtsgericht Schmölln 1879–1952
Anlässlich der Einführung des Gerichtsverfassungsgesetzes am 1. Oktober 1879 kam es im Herzogtum Sachsen-Altenburg zur Errichtung eines Amtsgerichtes in der Stadt Schmölln, dessen Gerichtssprengel aus dem Bezirk des vorherigen Gerichtsamtes Schmölln gebildet wurde. 
Nachdem im Jahr 1920 der erst zwei Jahre zuvor gegründete Freistaat Sachsen-Altenburg im Land Thüringen aufgegangen war, wurde das Amtsgericht Schmölln seit 1921 als Thüringisches Amtsgericht weitergeführt. Mit Wirkung vom 1. Januar 1947 wurde die Gemeinde Vollmershain in den Bezirk des Amtsgerichtes Ronneburg umgegliedert.
Übergeordnete Instanz war bis zum 1. September 1949 das Landgericht Altenburg, danach das Landgericht Gera.
Kurz vor der in der DDR im Jahr 1952 erfolgten Verwaltungsreform wurde das Amtsgericht Schmölln aufgehoben und dessen gesamter Bezirk dem Amtsgericht Altenburg zugewiesen. Mit der Abschaffung der Amtsgerichte in der DDR wurde noch im Jahr 1952 das Kreisgericht Schmölln geschaffen.